# State Parks in Ohio
Dies ist die Liste der State Parks im US-Bundesstaat Ohio.

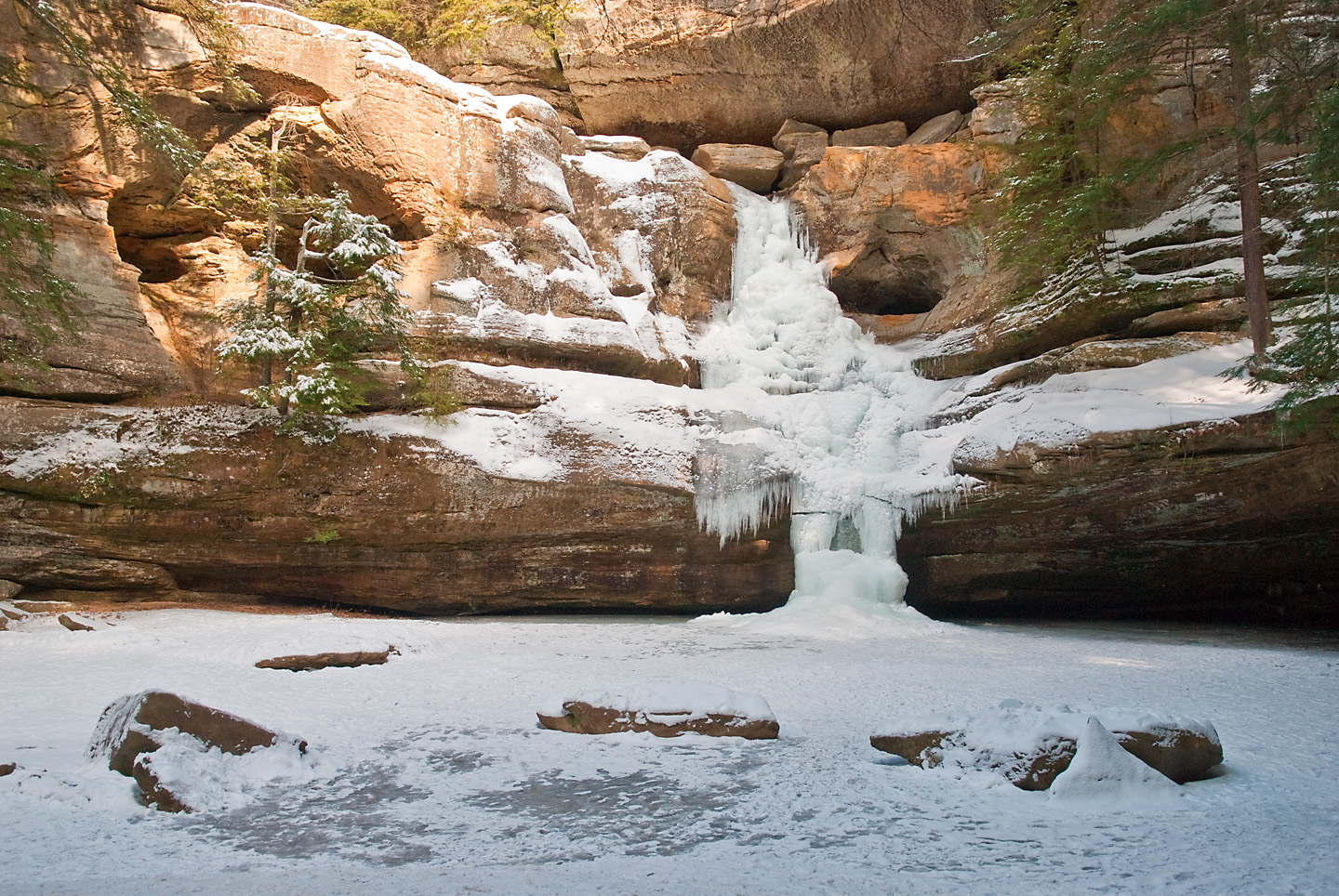
Hocking Hills State Park

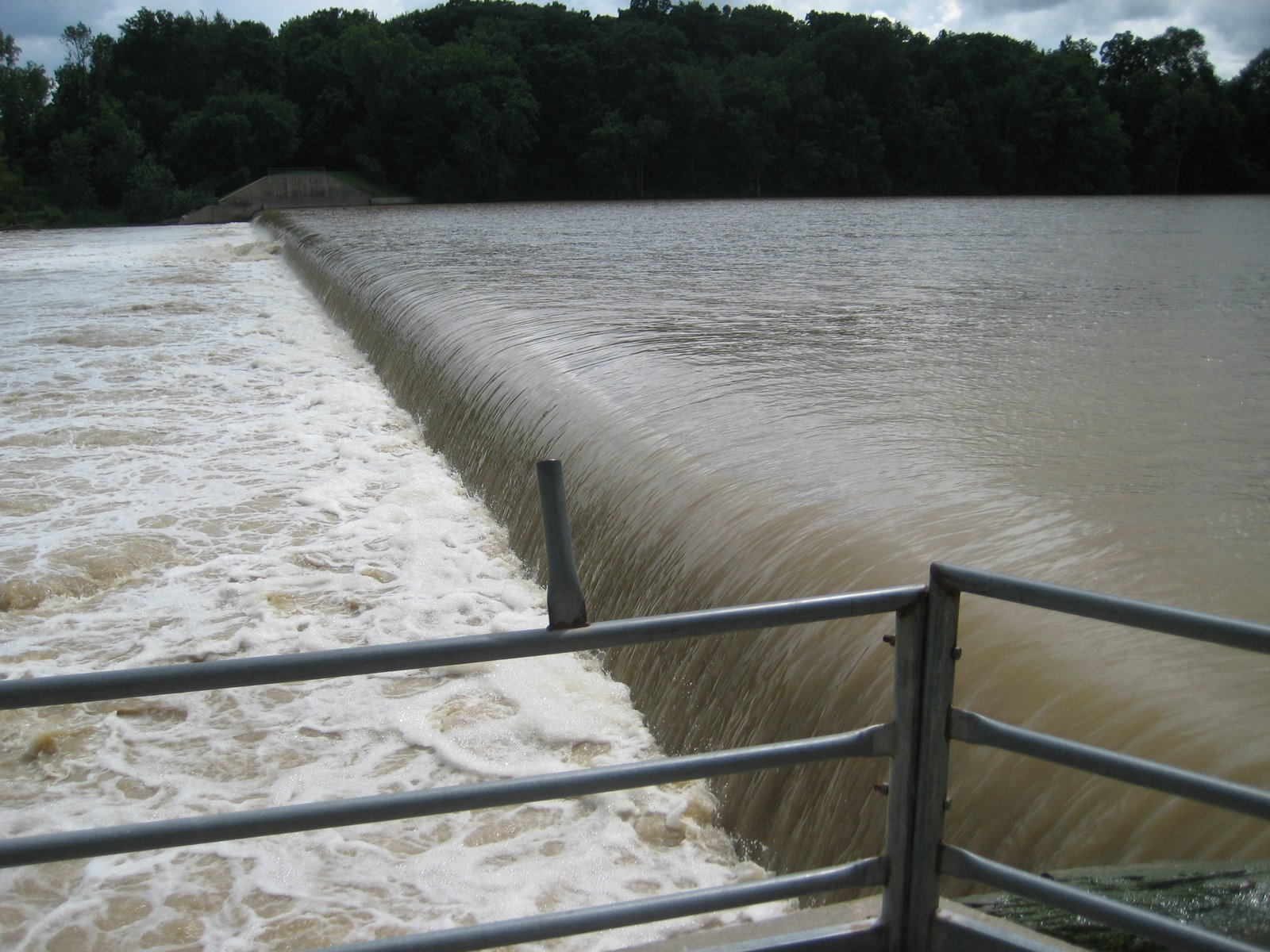
Independence Dam State Park

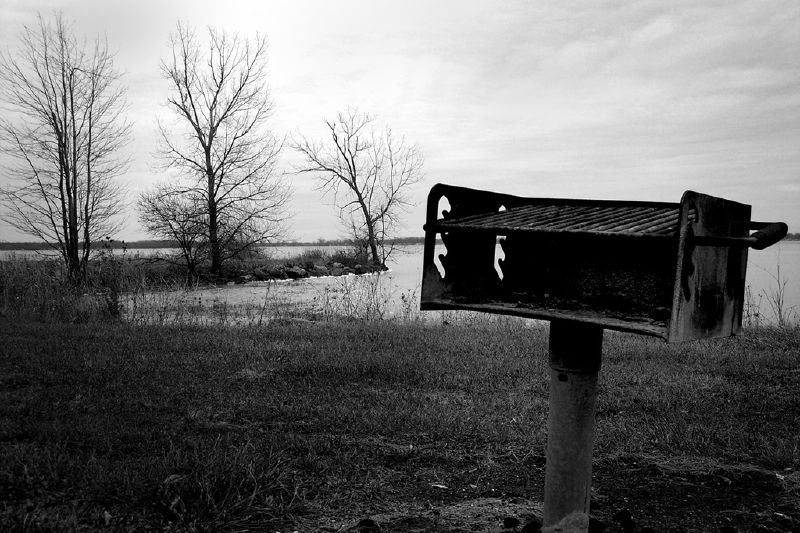
Indian Lake State Park

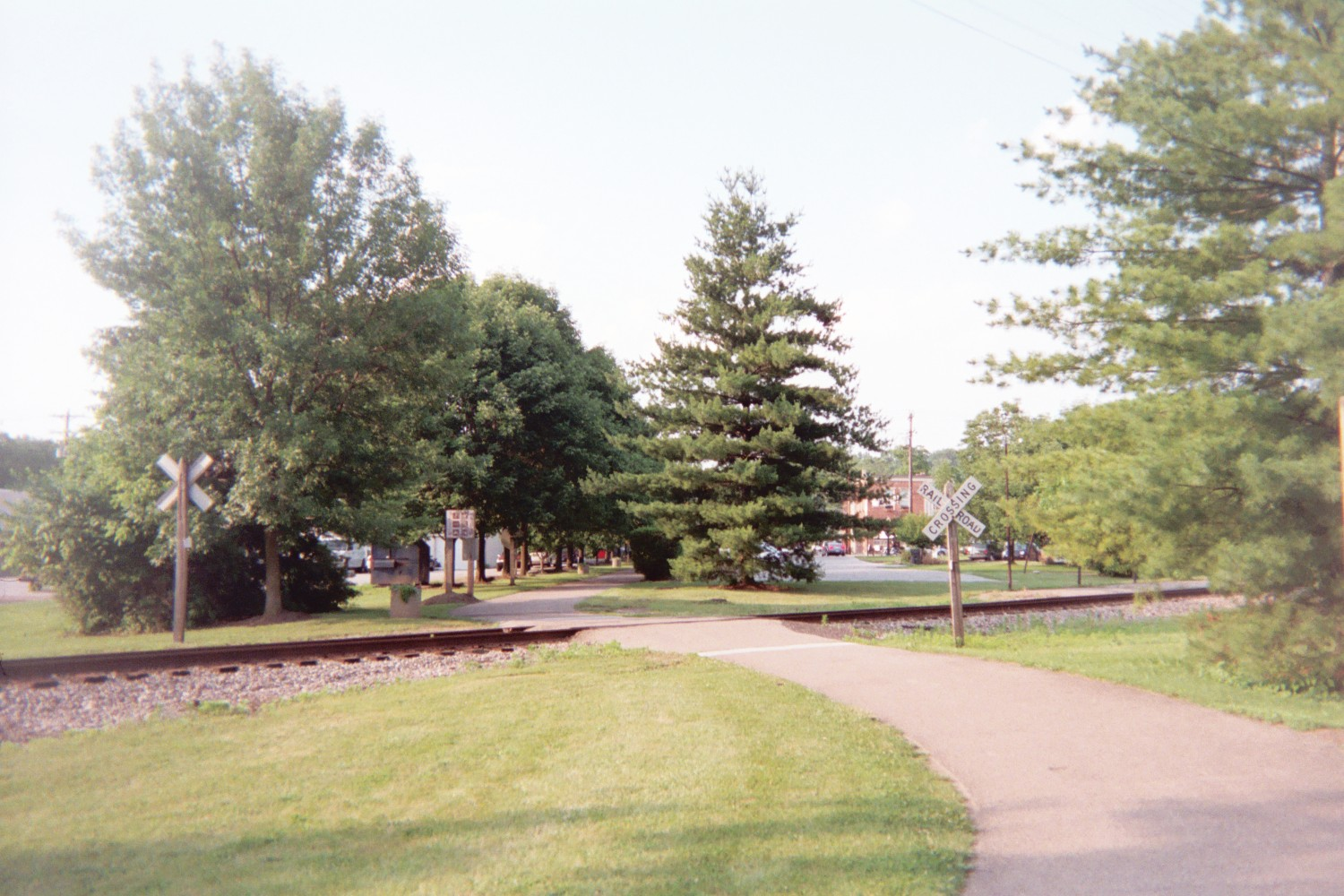
Little Miami State Park

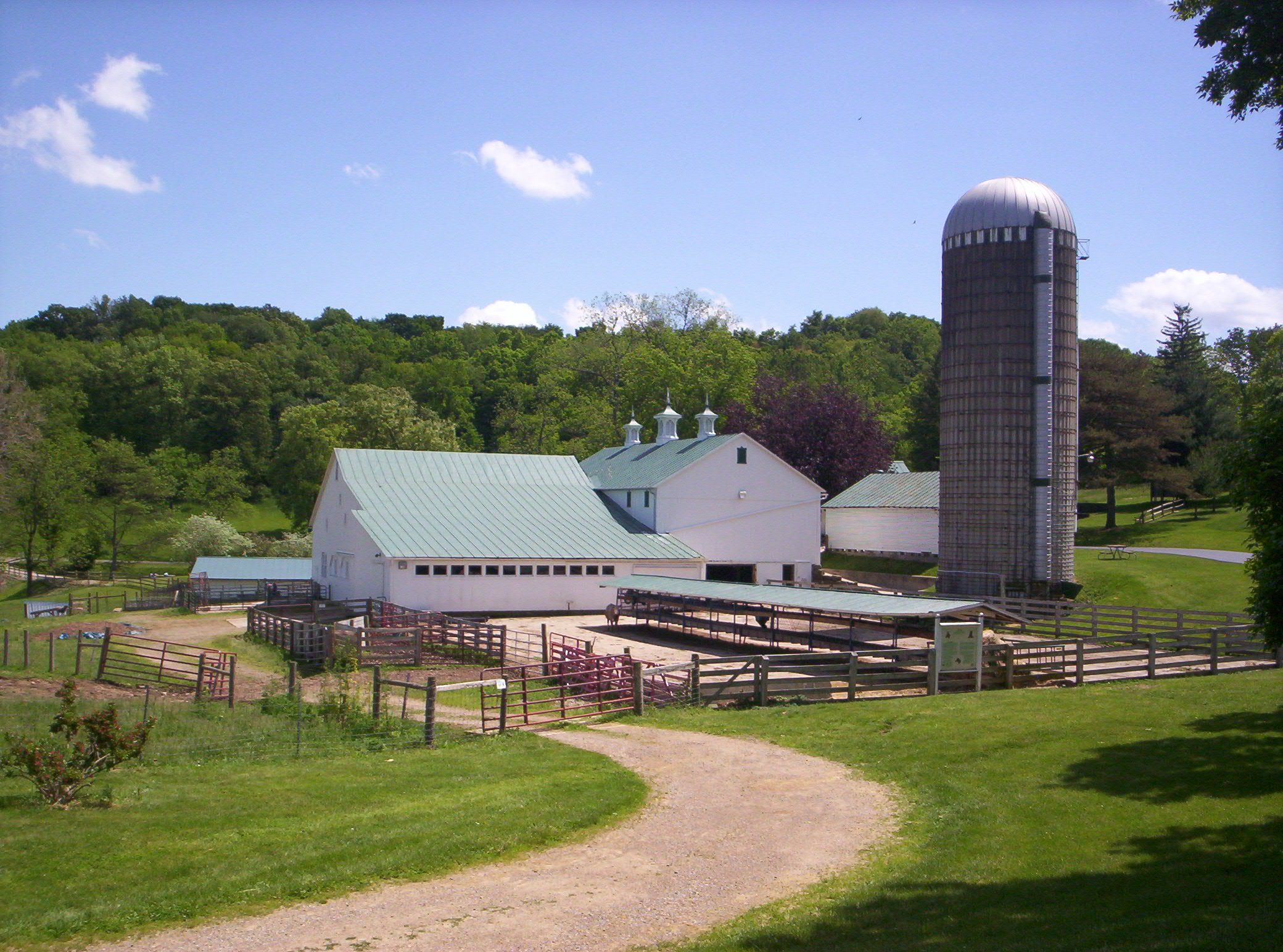
Malabar Farm State Park

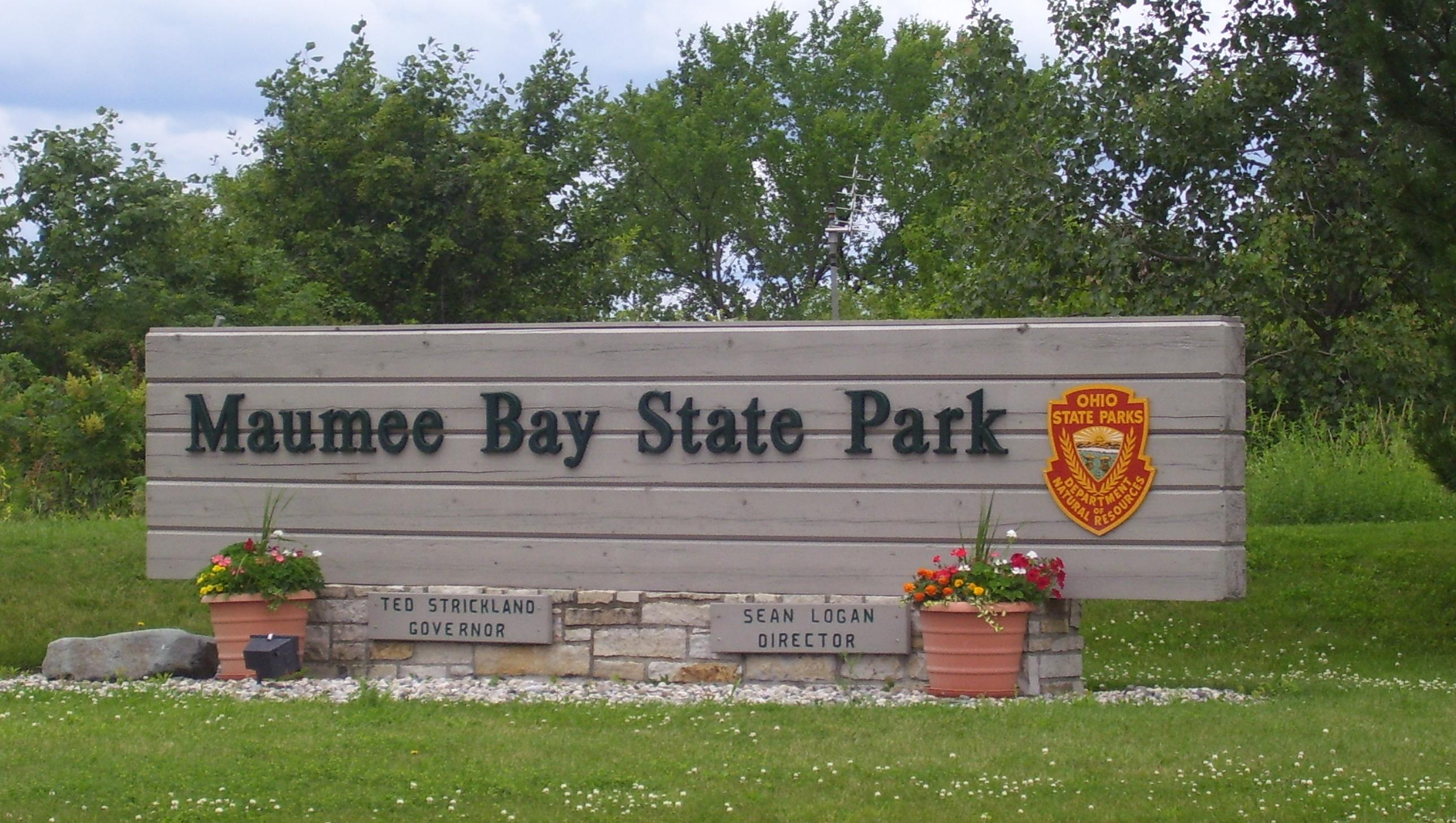
Maumee Bay State Park

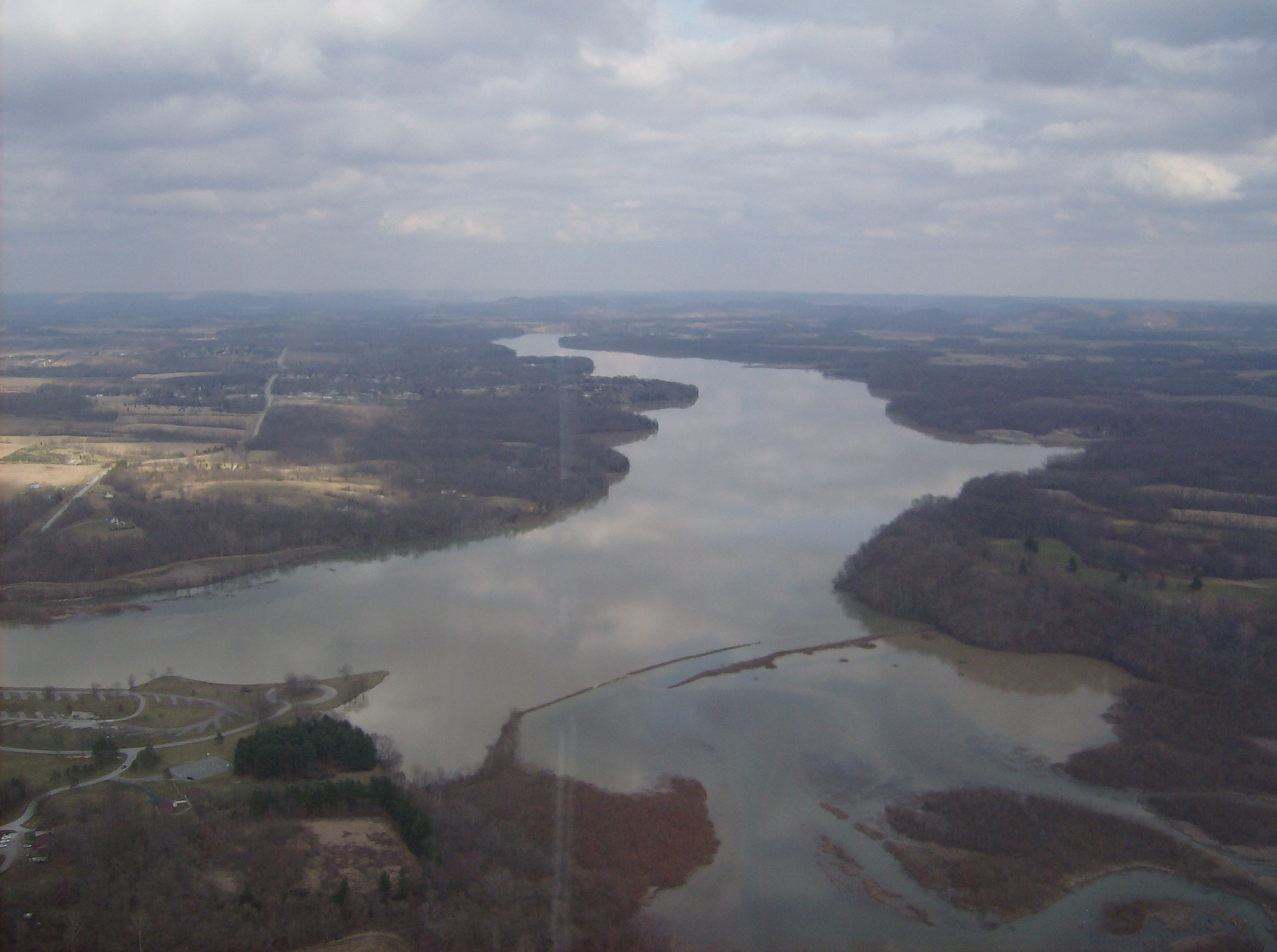
Rocky Fork State Park

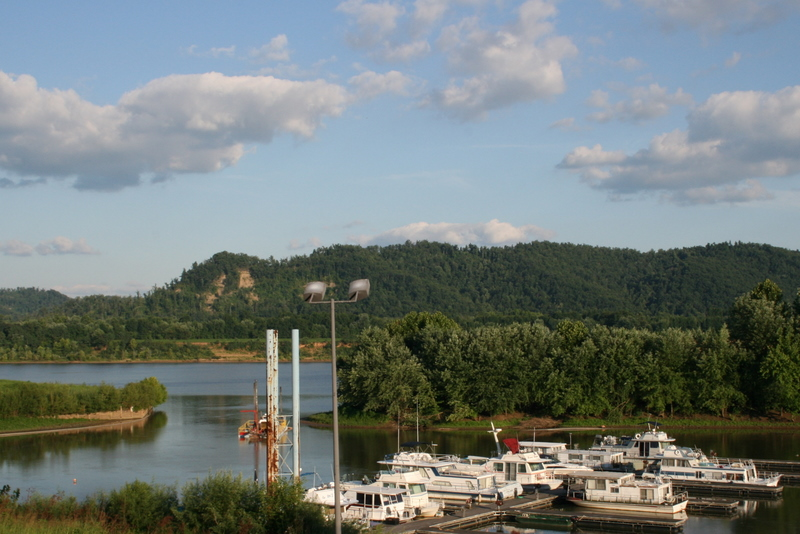
Shawnee State Park

- A. W. Marion State Park
- Adams Lake State Park
- Alum Creek State Park
- Barkcamp State Park
- Beaver Creek State Park
- Blue Rock State Park
- Buck Creek State Park
- Buckeye Lake State Park
- Burr Oak State Park
- Caesar Creek State Park
- Catawba Island State Park
- Cleveland Lakefront State Park
- Cowan Lake State Park
- Crane Creek State Park
- Deer Creek State Park
- Delaware State Park
- Dillon State Park
- East Fork State Park
- East Harbor State Park
- Findley State Park
- Forked Run State Park
- Geneva State Park
- Grand Lake St. Marys State Park
- Great Seal State Park
- Guilford Lake State Park
- Harrison Lake State Park
- Headlands Beach State Park
- Hocking Hills State Park
- Hueston Woods State Park
- Independence Dam State Park
- Indian Lake State Park
- Jackson Lake State Park
- Jefferson Lake State Park
- John Bryan State Park
- Kelleys Island State Park
- Kiser Lake State Park
- Lake Alma State Park
- Lake Hope State Park
- Lake Logan State Park
- Lake Loramie State Park
- Lake White State Park
- Little Miami State Park
- Madison Lake State Park
- Malabar Farm State Park
- Mary Jane Thurston State Park
- Maumee Bay State Park
- Mohican State Park
- Mosquito Lake State Park
- Mount Gilead State Park
- Nelson Kennedy Ledges State Park
- Oak Point State Park
- Paint Creek State Park
- Pike Lake State Park
- Portage Lakes State Park
- Punderson State Park
- Pymatuning State Park
- Quail Hollow State Park
- Rocky Fork State Park
- Salt Fork State Park
- Scioto Trail State Park
- Shawnee State Park
- South Bass Island State Park
- Spiegel Grove State Park
- Stonelick State Park
- Strouds Run State Park
- Sycamore State Park
- Tar Hollow State Park
- Tinker’s Creek State Park
- Van Buren State Park
- West Branch State Park
- Wolf Run State Park